# Abhimanyu Mishra
Abhimanyu Mishra (født 5. februar 2009) er en amerikansk skakstormester. Han var et skakvidunderbarn og blev den yngste spiller nogensinde, der blev kvalificeret til skakstormestertitlen den 30. juni 2021 i en alder af 12 år, 4 måneder og 25 dage, hvorved han slog Sergey Karjakins rekord, der havde stået siden 2002.